# Бурлаков, Леонид Николаевич
Леонид Николаевич Бурлако́в (род. 8 мая 1947, Чита) — советский и казахстанский государственный деятель, аким города Актау (1994—1996), депутат Сената Парламента Республики Казахстан I, II, III и IV созывов (1995—2012). Кандидат экономических наук (2006), доцент.

## Биография
Родился 8 мая 1947 года в Чите в русской семье. В 1967 году окончил Гурьевский политехникум, получив специальность «техник-нефтяник». В 1965—1968 годах работал бурильщиком и инженером. В 1968—1971 годах был вторым секретарём Узеньского райкома, заведующим отделом Мангышлакского обкома ЛКСМ. В 1971—1973 годах был инструктором Гурьевского обкома партии, в 1973—1976 годах — первым секретарём Мангышлакского обкома ЛКСМ.
В 1975 году окончил Гурьевский педагогический институт по специальности «Учитель истории». В 1976—1978 годах учился в Академии общественных наук при ЦК КПСС, получил специальность «политолог».
В 1978—1985 годах был вторым секретарём Ново-Узеньского райкома партии, председателем Ново-Узеньского райисполкома. В 1985—1989 годах работал заведующим Мангышлакского и Гурьевского обкомов партии. В 1989—1994 годах был заместителем генерального директора ПО «Мангистаумунайгаз». В 1993 году окончил Казахскую государственную академию управления по специальности «экономист».
В 1994—1996 годах занимал должность акима города Актау Мангистауской области. В 1995 году был избран депутатом Сената Парламента Республики Казахстан I созыва. В дальнейшем избирался в сенат II, III и IV созывов. Был членом Комитета по экономической и региональной политике, Межпарламентской Ассамблеи Евразийского Экономического Сообщества, группы сотрудничества с Парламентом Королевства Бельгия, с Сенатом Генеральных Кортесов Королевства Испания, с Национальным Собранием Республики Корея. С 2009 года работает советником генерального директора АО "РД"КазМунайГаз".
В 2000 году получил юридическое образование в Евразийском национальном университете имени Л. Н. Гумилёва. В 2006 году получил степень кандидата экономических наук. защитив диссертацию на тему «Модернизация системы регионального и местного самоуправления в Республике Казахстан (организационно-экономический аспект)».
С 2012 года по н.в — профессор Института управления Академии государственного управления при Президенте Республики Казахстан.

## Награды и звания
- 1986 — Орден «Знак Почёта»
- 1997 — Благодарственное письмо Президента Республики Казахстан и нагрудный знак «Алтын барыс»
- 1998 — Медаль «Астана»
- 2000 — Орден Парасат[5]
- 2007 — Благодарственное письмо Президента Республики Казахстан и нагрудный знак «Алтын барыс»[6]
- 2008 — Почётная грамота Сената Парламента Республики Казахстан
- 2008 — Почётное звания «Қазақстанның еңбек сіңірген қайраткері»[7].
- Почётный гражданин города Жанаозен Мангистауской области и города Актау
- Две Почетные Грамоты Верховного Совета Казахской ССР и др.
- Государственные юбилейные медали
- 2001 — Медаль «10 лет независимости Республики Казахстан»
- 2005 — Медаль «10 лет Конституции Республики Казахстан»
- 2006 — Медаль «10 лет Парламенту Республики Казахстан»
- 2008 — Медаль «10 лет Астане»
- 2011 — Медаль «20 лет независимости Республики Казахстан» и др.

## Семья
Жена — Бурлакова Валентина Георгиевна (род. 1946); двое сыновей — Владислав (1971—2008), Олег (род. 1974)
Внучки — Арина (род. 2008), Дарья (род. 2013)